# 羅伯特·哈爾

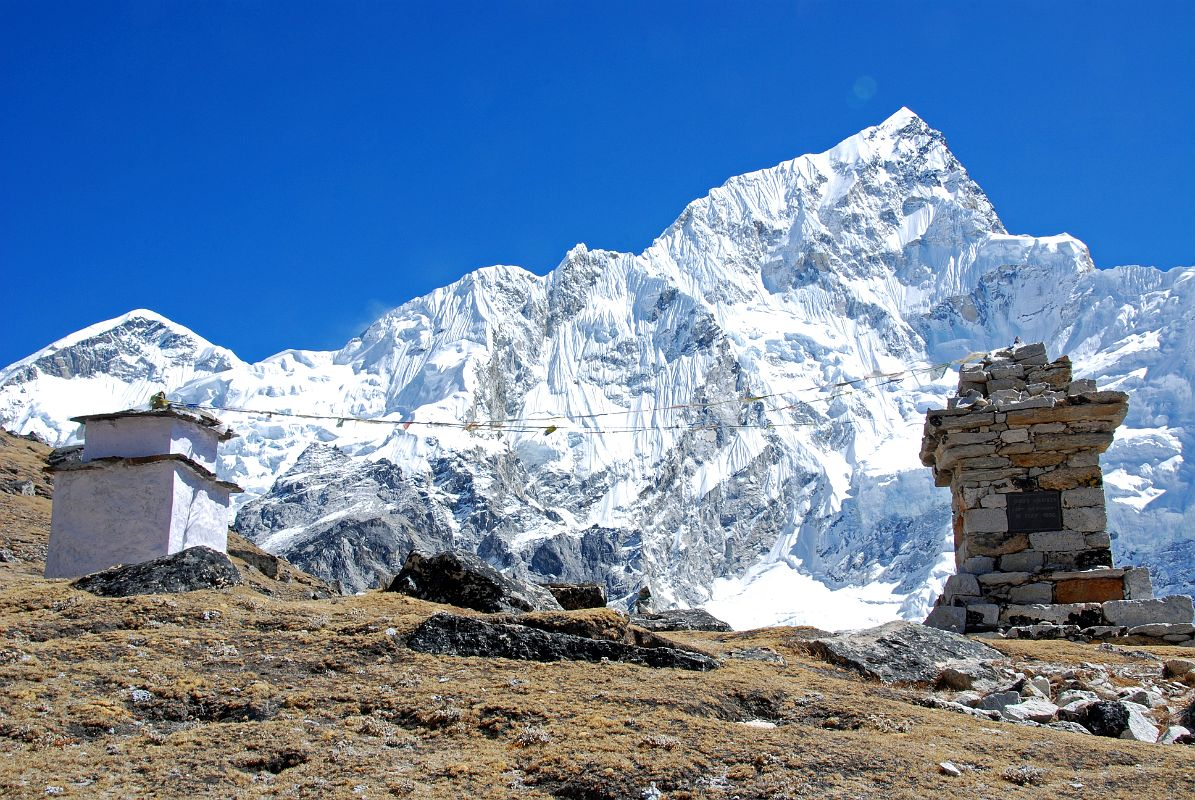
1996年珠穆朗玛峰事故罹難者羅伯特·哈爾、道格·韓森、安德魯·哈里斯及難波康子的紀念碑

羅伯特·哈爾（Robert Edwin "Rob" Hall，1961年1月14日—1996年5月11日）是一名紐西蘭登山家，以1996年珠穆朗瑪峰登山隊領隊聞名於世，在1996年聖母峰事故中喪生。2015年，災難電影以羅伯特·哈爾為主角。
羅伯特·哈爾曾登頂珠穆朗瑪峰五次，當時比其他登山者還要多。

## 生平
羅伯特·哈爾在1990年珠穆朗瑪峰攀登時遇見未來的妻子珍·阿諾德（Jan Arnold）。1993年，羅伯特·哈爾與阿諾德一起攀登珠穆朗瑪峰。
1996年，珍·阿諾德原本計畫與羅伯特·哈爾一起攀登珠穆朗瑪峰，但因懷孕而作罷。兩個月後，哈爾死於珠穆朗瑪峰，她生下了女兒薩拉·阿諾德·哈爾。2002年，阿諾德與德國人安德烈亞斯·尼曼結婚，目前居住在紐西蘭納爾遜市。

## 登山
羅伯特·哈爾在紐西蘭長大，廣泛地攀登南阿爾卑斯山脈。1988年，羅伯特·哈爾結識格雷·貝爾（Gary Ball），成為他的攀登伴侶。羅伯特·哈爾與格雷·貝爾決定攀登七大洲最高峰，而且在七個月內完成。1990年，從五月份的珠穆朗瑪峰開始，他們於12月12日在截止日期前的幾個小時內爬上南極文森山，完成世界紀錄。

## 外部連結
- Rob Hall Biography （页面存档备份，存于） EverestHistory.com
- Rob Hall Biography
- Rob Hall Biography at 7summits.com
- Adventure Consultants （页面存档备份，存于）
- 2013: Portrait Painting of Rob Hall （页面存档备份，存于）